# موموفوكو أندو
موموفوكو أندو (5 مارس 1910 - 5 يناير 2007) كان رجل أعمال والمؤسس والرئيس التنيفذي لشركة نيسين للأغذية، ومخترع تايواني من أصل ياباني ولد في الإمبراطورية اليابانية التايوانية، اشتهر بكونه مخترع النسخة الحديثة من المكرونة سريعة التحضير الرامن وكأس النودلز. بسبب شعبية اختراعه لقب ب«السيد نودلز».

## النشأة والتعليم
ولد موموفوكو في عام 1910 من عائلة تايوانية ثرية في مقاطعة شياي إبان الإمبراطورية اليابانية التايوانية، حيث رباه أجداده بعد وفاة والديه داخل أسوار مدينة تاينان-تشي. كان أجداده يملكون متجرًا صغيرًا للنسيج، وهو ما ألهمه في سن الثانية والعشرين، أن يبدأ شركة منسوجات خاصة به وهو يملك 190 ألف ين في مدينة تايبيه.
في عام 1933، سافر أندو إلى أوساكا حيث أسس شركة ملابس خلال دراسته للاقتصاد في جامعة ريتسوميكان.

## الحياة العملية

### تأسيس نيسين
بعد الحرب العالمية الثانية، خسرت اليابان أرض تايوان، فكان على التايوانيين أن يختاروا بين أن يصبحوا مواطنيناً من جمهورية الصين (تايوان) أو يبقون مواطنيناً يابانياً. فاختار أندو البقاء في تايوان من أجل الحفاظ على ممتلكاته (حيث كان على جميع المواطنين اليابانيين أن يتخلوا على ممتلكاتهم في تايوان). ومع ذلك، بقي أندو في اليابان.
في سيرته الذاتية، قال أندو إنه قدّم منحًا للطلاب، والتي كانت في ذلك الوقت شكلاً من أشكال التهرب الضريبي، لتتم إدانته في عام 1948 بتهمة التهرب الضريبي ويسجن عامين.
بعد أن خسر شركته بسبب إفلاس سلسلته، أسس أندو ما كان سيصبح شركة نيسين للأغذية في إيكيدا، أوساكا، اليابان، حيث بدأ كشركة صغيرة عائلية لإنتاج الملح.

### اختراع دجاج رامين

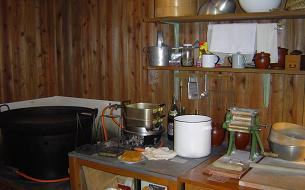
ورشة أندو في متحف موموفوكو أندو للمعكرونة الفورية.

مع استمرار معاناة اليابان من نقص الغذاء في فترة ما بعد الحرب، حاولت وزارة الصحة تشجيع الناس على أكل الخبز المصنوع من دقيق القمح الذي قدمته الولايات المتحدة. فتساءل «أندو» عن سبب التوصية باستخدام الخبز بدلاً من النودلز، التي كانت مألوفة لدى اليابانيين. وكان رد الوزارة أن شركات النودلز كانت صغيرة للغاية وغير مستقرة لتلبية احتياجات العرض، لذلك قرر أندو تطوير إنتاج النودلز بنفسه. أقنعته التجربة بأن «السلام سيأتي إلى العالم عندما يكون لدى الناس ما يكفي من الطعام.»
في 25 أغسطس 1958، عن عمر يناهز 48 وبعد أشهر من المحاولات والتجارب الخاطئة لإتقان تقنية قلي النودلز المجففة، استطاع أندو تسويق أول حزمة من النودلز السريعة التجهيز التي اعتبرت في الأصل سلعة فاخرة بسعر 35 ين، أي حوالي ستة أضعاف قيمة الشعرية التقليدية من نوع أودون وسوبا في ذلك الوقت.
اعتبارا من عام 2016، لايزال يباع رامن الدجاج في اليابان بسعر 120 ين، أو ما يقرب من ثلث سعر أرخص وعاء من المعكرونة في مطعم ياباني.

### اختراع كأس النودلز

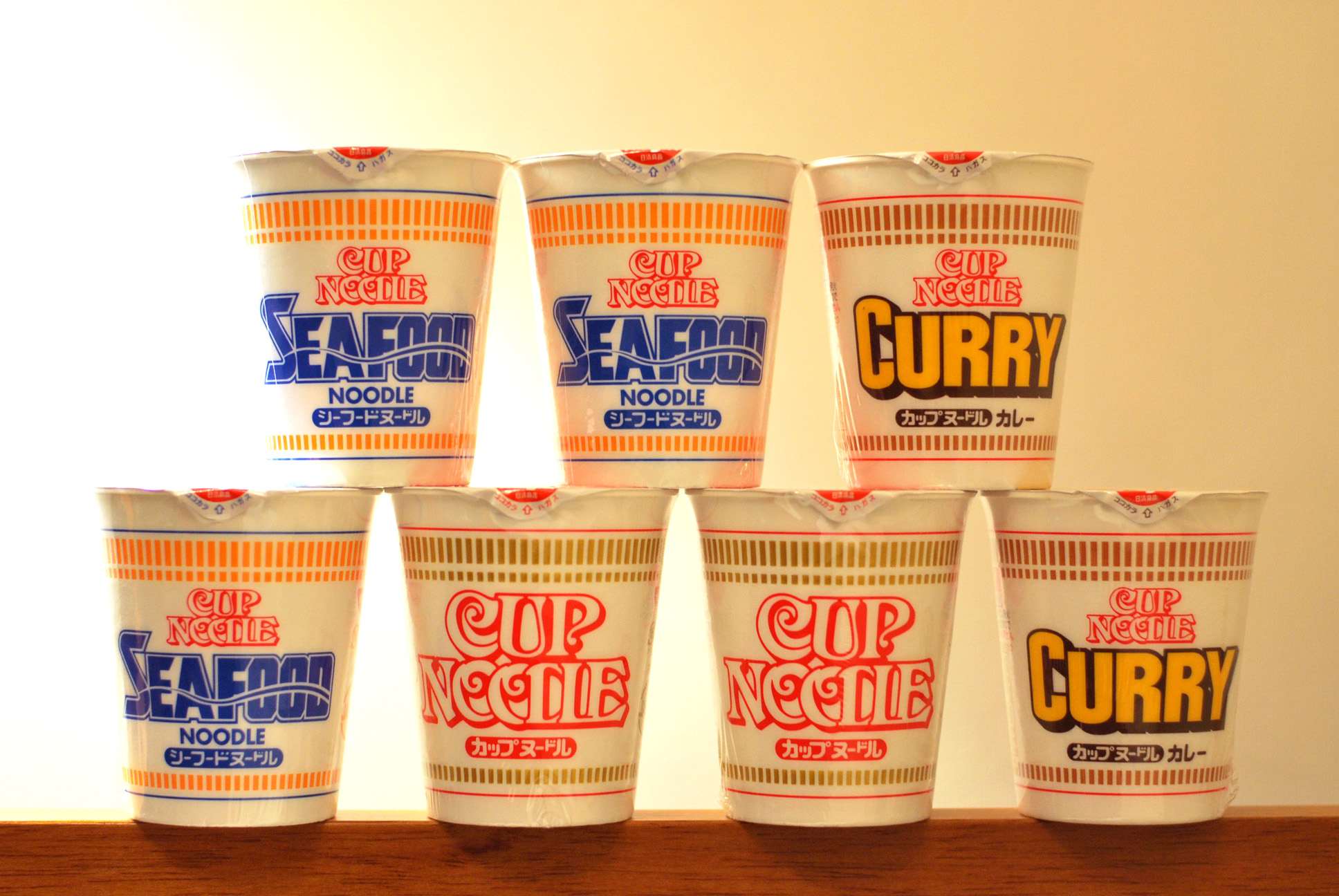
كأس نودلز نيسين (1971 ~)

وفقًا لصحيفة فاينانشال تايمز، اخترع أندو كأس النودلز عن عمر يناهز 61 عامًا في عام 1971 ليساعد على تحفيز شعبية النودلز السريعة التحضير في الخارج. حيث لاحظ أن الأمريكيين يأكلون الشعرية عن طريق كسر النودلز إلى نصفين ووضعهم في فنجان ثم سكب الماء الساخن فوقها، كما كانوا يأكلونها بالشوكة بدلاً من عيدان الطعام. فاستوحى أندو، وشعر أن كأس البوليستيرين مع قاع أضيق من القمة سيكون بمثابة وعاء مثالي لعقدة النودلز وإبقائها دافئة. حيث سيكون تناول النودلز سهلاً عند فتح الغطاء وإضافة الماء الساخن والانتظار. هذه البساطة والكفاءة والسعر المنخفض لكأس النودلز حولت ثروات شركة نيسين للأغذية.
بدأ أندو مبيعات أشهر منتجاته، في 18 سبتمبر 1971 مع فكرة توفير حاوية بوليسترين مقاومة للماء. ومع انخفاض الأسعار، سرعان ما تحول رامين السريع إلى تجارة مزدهرة. وصل الطلب العالمي إلى 98 مليار عبوة في عام 2009.

## العضوية في الصناعة
في عام 1964، بحثًا عن وسيلة لترويج صناعة النودلز الفورية، أسس أندو رابطة صناعة المواد الغذائية الفورية، التي وضعت مبادئ توجيهية للمنافسة العادلة وجودة المنتج، وأدخلت العديد من معايير الصناعة مثل إدراج تواريخ الإنتاج في التعبئة والتغليف و «ملء». كما كان رئيسًا للجمعية الدولية لمصنعي الرامن.

## حياته الشخصية والوفاة
في عام 1966، تجنس أندو عن طريق الزواج وأصبح مواطنا يابانيا. يعد اسم «موموفوكو» هي القراءة اليابانية لاسمه التايواني (Pek-hok) في حين أن (Andō) هو الاسم الأخير لزوجته اليابانية.
توفي أندو بسبب قصور القلب في 5 يناير 2007 في مستشفى في إيكيدا، محافظة أوساكا عن عمر يناهز 96 عامًا. بعد وفاته ترك أندو زوجته ماساكو، وابنيه وابنته.
ادعى موموفوكو أن سر حياته الطويل كان بسبب لعبه الغولف وأكله لرامن الدجاج كل يوم تقريبا. وقد قيل أنه قد أكل الرامن حتى يوم وفاته.

## أوسمة وتكريمات
تم تكريم أندو مراراً وتكراراً بالعديد من الميداليات من قبل الحكومة اليابانية والإمبراطور، بما في ذلك وسام الشمس المشرقة والنجمة الذهبية والفضية من الدرجة الثانية، في عام 2002 وهو ثاني أكثر الأوسمة اليابانية المرموقة للمدنيين اليابانيين.
- وسام الشرف مع الشريط الأزرق (1977)
- وسام الكنز المقدس الدرجة الثانية النجمة الذهبية والفضية (1982)
- وسام الشرف مع الشريط الأرجواني (1983)
- المدير العام لوكالة العلوم والتكنولوجيا «جائزة الخدمة المتميزة» (1992)
- وسام الشمس المشرقة والنجمة الذهبية والفضية من الدرجة الثانية (2002)
- تايلاند وسام ديريك غونابورن الدرجة الرابعة (2001[16])
- وسام الرتبة الرابعة (2007 ، بعد وفاتها)